# Titus Labienus
Denna sida handlar om den romerske fältherren, för historikern, se Titus Labienus (historiker).
Titus Atius Labienus, född cirka 100 f.Kr., död 17 mars 45 f.Kr., var en romersk officer under den Romerska republiken. Han var folktribun 63 f.Kr. och nämns ofta i Julius Caesars skrifter, rapporter och brev under dennes fälttåg i Gallien . Labienus skall ha grundat och byggt upp staden Cingulum (dagens Cingoli vid Adriatiska havet) med egna medel .
Labienus var högt ansedd av Caesar och den enda legat som nämns vid namn under Caesars första fälttåg i Gallien.  Han anses ha varit en mycket kompetent militär taktiker och använde sin list vid ett flertal tillfällen för att besegra sina fiender som ofta var i numerärt överläge. Labienus bör ha blivit mycket förmögen under sina fälttåg med Caesar då hans position som legat gav honom stora andelar i det krigsbyte man kom över. 
I september 51 f.Kr. utsåg Caesar Labienus till guvernör av Cisalpina Gallien. 
Under inbördeskriget mellan Caesar och Pompejus valde Labienus att slåss för Pompejus. Caesar lät skicka Labienus hans personliga tillbehör genom linjerna trots detta. Man har påpekat att detta kan ha berott på flera olika skäl, kanske ansåg Labienus att Pompejus representerade den legitima regeringen och valde att slåss för denna. Dio Cassius lade fram teorin att trots att Labienus vann ett antal viktiga segrar för Caesar så fick han aldrig det erkännande han tyckte att han förtjänade, och att detta kan ha fött osämja dem emellan. 
Labienus utsågs till befälhavare över Pompejus kavalleri. Men han var inte alls lika framgångsrik under Pompejus som Caesar. Efter ett antal förlorade slag för Pompejus sida stupade slutligen Labienus under slaget vid Munda i södra Spanien. Labienus manövrerade sitt kavalleri för att möta ett hot från Caesars allierade, kung Bogud av Mauretanien, som närmade sig bakifrån med sitt kavalleri. Pompejus trupper, som i detta slag kommenderades av Pompejus den yngre, misstolkade detta som en reträtt och flydde fältet. Enligt Appianos skall Labienus huvud ha förts till Caesar . Enligt författaren till De Bello Hispaniensi skall han dock ha begravts på slagfältet .